# Miss Mundo Vietnam 2023
Miss Mundo Vietnam 2023 (en vietnamita: Hoa hậu Thế giới Việt Nam 2023) fue la 3.ª edición de Miss Mundo Vietnam. Se llevó a cabo el 22 de julio de 2023 en MerryLand Quy Nhơn, Quy Nhơn, Bình Định, Vietnam. Miss Mundo Vietnam 2022 Huỳnh Nguyễn Mai Phương coronó a su sucesora Huỳnh Trần Ý Nhi al final del evento.

## Resultados

### Posiciones
: Declarada como ganadora
     : Terminó como finalista
     : Terminó como una de las semifinalistas o cuartofinalistas
     : No clasificó
| Posición                | Candidata | Concurso internacional     | Posición alcanzada |
| ----------------------- | --- | -------------------------- | ------------------ |
| Miss Mundo Vietnam 2023 | - 014 - Huỳnh Trần Ý Nhi Δ | Miss Mundo 2025            |                    |
| Primera finalista       | - 064 - Đào Thị Hiền § | Miss Internacional 2025    |                    |
| Segunda finalista       | - 512 - Huỳnh Minh Kiên | Miss Intercontinental 2025 |                    |
| Top 5                   | - 211 - Bùi Khánh Linh Δ - 420 - Trần Thị Thoa Thương |                            |                    |
| Top 10                  | - 051 - Nguyễn Ngân Hà Δ - 039 - Nguyễn Thị Phượng - 102 - Đỗ Thị Phương Thanh - 165 - Hoàng Thị Yến Nhi - 404 - Phạm Hương Anh ‡ |                            |                    |
| Top 20                  | - 015 - Trần Phương Nhi - 068 - Mai Thị Hà Thu - 095 - Võ Tấn Sanh Vy Δ - 113 - Phùng Thị Hương Giang - 123 - Hoàng Thu Huyền - 142 - Trần Thị Hồng Linh - 158 - Nguyễn Thiên Thanh - 188 - Bùi Thị Hồng Trang Δ - 193 - Lê Thị Kim Hậu Δ - 256 - Nguyễn Thị Thúy Ngọc - 303 - Phạm Thị Tú Trinh Δ |                            |                    |

§ - avanzó directamente al Top 5 por ganar el desafío Beauty With A Purpose
‡ – avanzó directamente al Top 10 por ganar el desafío Voto Popular (final)
Δ - avanzó directamente al Top 20 por ganar desafíos

### Premios especiales
| Premio       | Premio      | Candidata                                        |
| ------------ | ----------- | ------------------------------------------------ |
| Voto Popular | Final       | - 404 - Phạm Hương Anh                           |
| Voto Popular | Preliminar  | - 012 - Nguyễn Minh Trang - 404 - Phạm Hương Anh |
| Multimedia   | Final       | - 095 - Võ Tấn Sanh Vy                           |
| Multimedia   | Preliminar  | - 314 - Đỗ Thanh Hường                           |
| Miss Áo dài  | Miss Áo dài | - 420 - Trần Thị Thoa Thương                     |
| Mejor Piel   | Mejor Piel  | - 102 - Đỗ Thị Phương Thanh                      |

## Desafíos
Las ganadoras de los desafíos avanzaron automáticamente al menos al Top 20.

### Beauty With a Purpose
- 064 - Đào Thị Hiền ganó el desafío Beauty With a Purpose y avanzó automáticamente al Top 5.

| Posición | Candidata |
| -------- | --- |
| Ganadora | - 064 - Đào Thị Hiền |
| Top 5    | - 404 - Phạm Hương Anh - 102 - Đỗ Thị Phương Thanh - 203 - Nguyễn Hồng Thanh - 012 - Nguyễn Minh Trang |
| Top 16   | - 051 - Nguyễn Ngân Hà - 433 - Đoàn Minh Thảo - 055 - Trần Thị Phương Nhung - 164 - Võ Quỳnh Thư - 039 - Nguyễn Thị Phượng - 079 - Trần Thị Khánh Ly - 068 - Mai Thị Hà Thu - 014 - Huỳnh Trần Ý Nhi - 512 - Huỳnh Minh Kiên - 211 - Bùi Khánh Linh - 420 - Trần Thị Thoa Thương |

### Voto Popular (final)
- 404 - Phạm Hương Anh ganó el Voto Popular (final) y avanzó automáticamente al Top 10.

| Posición | Candidata                                                                                           |
| -------- | --------------------------------------------------------------------------------------------------- |
| Ganadora | - 404 - Phạm Hương Anh                                                                              |
| Top 5    | - 142 - Trần Thị Hồng Linh - 314 - Đỗ Thanh Hường - 123 - Hoàng Thu Huyền - 203 - Nguyễn Hồng Thanh |

### Multimedia
- 095 - Võ Tấn Sanh Vy ganó el desafío Multimedia y avanzó automáticamente al Top 20.

### Top Model
- 014 - Huỳnh Trần Ý Nhi ganó el desafío Top Model y avanzó automáticamente al Top 20.

| Posición | Candidata                                                                                             |
| -------- | --- |
| Ganadora | - 014 - Huỳnh Trần Ý Nhi                                                                              |
| Top 5    | - 512 - Huỳnh Minh Kiên - 211 - Bùi Khánh Linh - 420 - Trần Thị Thoa Thương - 039 - Nguyễn Thị Phượng |

### Miss Turismo
- 193 - Lê Thị Kim Hậu ganó el desafío Miss Turismo y avanzó automáticamente en el Top 20.

| Posición | Candidata |
| -------- | --- |
| Ganadora | - 193 - Lê Thị Kim Hậu |
| Top 5    | - 064 - Đào Thị Hiền - 303 - Phạm Thị Tú Trinh - 015 - Trần Phương Nhi - 142 - Trần Thị Hồng Linh                                         |
| Top 10   | - 012 - Nguyễn Minh Trang - 150 - Phan Thị Việt Ngọc - 420 - Trần Thị Thoa Thương - 456 - Nguyễn Trà Như Nghĩa - 010 - Nguyễn Phương Linh |

### Belleza de Playa
- 211 - Bùi Khánh Linh ganó el desafío Belleza de Playa y avanzó automáticamente al Top 20.

| Posición | Candidata                                                                                              |
| -------- | --- |
| Ganadora | - 211 - Bùi Khánh Linh                                                                                 |
| Top 5    | - 142 - Trần Thị Hồng Linh - 064 - Đào Thị Hiền - 113 - Phùng Thị Hương Giang - 014 - Huỳnh Trần Ý Nhi |

### Miss Talento
- 051 - Nguyễn Ngân Hà ganó el desafío Miss Talento y avanzó automáticamente al Top 20.

| Posición | Candidata                                                                                 |
| -------- | ----------------------------------------------------------------------------------------- |
| Ganadora | - 051 - Nguyễn Ngân Hà                                                                    |
| Top 5    | - 351 - Trần Hải Vy - 303 - Phạm Thị Tú Trinh - 082 - Lê Khắc Anna - 193 - Lê Thị Kim Hậu |

### Miss Deportes
- 188 - Bùi Thị Hồng Trang ganó el desafío Miss Deportes y avanzó automáticamente al Top 20.

| Posición | Candidata                                                                                                  |
| -------- | --- |
| Ganadora | - 188 - Bùi Thị Hồng Trang                                                                                 |
| Top 5    | - 512 - Huỳnh Minh Kiên - 303 - Phạm Thị Tú Trinh - 117 - Nguyễn Ngô Nhật Hạ - 055 - Trần Thị Phương Nhung |

### Desafío Head-to-Head
- 303 - Phạm Thị Tú Trinh ganó el desafío Head-to-Head y avanzó automáticamente al Top 20.

| Posición | Candidata |
| -------- | --- |
| Ganadora | - 303 - Phạm Thị Tú Trinh |
| Top 4    | - 015 - Trần Phương Nhi - 064 - Đào Thị Hiền - 404 - Phạm Hương Anh                                                                                    |
| Top 10   | - 211 - Bùi Khánh Linh - 012 - Nguyễn Minh Trang - 433 - Đoàn Minh Thảo - 014 - Huỳnh Trần Ý Nhi - 512 - Huỳnh Minh Kiên - 055 - Trần Thị Phương Nhung |

## Candidatas

### Top 40 (ronda final)
Las candidatas fueron:
| N.º | Candidata             | Edad | Altura          | Ciudad natal       |
| --- | --------------------- | ---- | --------------- | ------------------ |
| 211 | Bùi Khánh Linh        | 2002 | 1,77 m (5′ 10″) | Bắc Giang          |
| 188 | Bùi Thị Hồng Trang    | 2002 | 1,71 m (5′ 7″)  | Quảng Ninh         |
| 064 | Đào Thị Hiền          | 2001 | 1,75 m (5′ 9″)  | Nghệ An            |
| 433 | Đoàn Minh Thảo        | 2001 | 1,70 m (5′ 7″)  | Hanói              |
| 314 | Đỗ Thanh Hường ₮      | 2002 | 1,70 m (5′ 7″)  | Thanh Hóa          |
| 102 | Đỗ Thị Phương Thanh   | 2000 | 1,74 m (5′ 9″)  | Thái Bình          |
| 174 | Đỗ Thùy Dung          | 2003 | 1,69 m (5′ 7″)  | Bình Dương         |
| 311 | Đỗ Trần Ngọc Thảo     | 2001 | 1,68 m (5′ 6″)  | Ciudad Ho Chi Minh |
| 165 | Hoàng Thị Yến Nhi     | 2000 | 1,70 m (5′ 7″)  | Đồng Nai           |
| 123 | Hoàng Thu Huyền       | 2002 | 1,74 m (5′ 9″)  | Thái Nguyên        |
| 512 | Huỳnh Minh Kiên       | 2004 | 1,71 m (5′ 7″)  | Ninh Thuận         |
| 014 | Huỳnh Trần Ý Nhi      | 2002 | 1,75 m (5′ 9″)  | Bình Định          |
| 153 | Lê Mỹ Duyên           | 2003 | 1,69 m (5′ 7″)  | Thái Bình          |
| 193 | Lê Thị Kim Hậu        | 2003 | 1,68 m (5′ 6″)  | Cần Thơ            |
| 068 | Mai Thị Hà Thu        | 2001 | 1,72 m (5′ 8″)  | Hải Phòng          |
| 119 | Nguyễn Hà My          | 2004 | 1,76 m (5′ 9″)  | Đồng Tháp          |
| 203 | Nguyễn Hồng Thanh     | 2002 | 1,68 m (5′ 6″)  | Cần Thơ            |
| 151 | Nguyễn Lê Hoàng Linh  | 2004 | 1,73 m (5′ 8″)  | Ciudad Ho Chi Minh |
| 012 | Nguyễn Minh Trang ₩   | 2004 | 1,70 m (5′ 7″)  | Hanói              |
| 051 | Nguyễn Ngân Hà        | 2003 | 1,70 m (5′ 7″)  | Nghệ An            |
| 117 | Nguyễn Ngô Nhật Hạ    | 2000 | 1,69 m (5′ 7″)  | Đà Nẵng            |
| 010 | Nguyễn Phương Linh    | 2002 | 1,70 m (5′ 7″)  | Hanói              |
| 158 | Nguyễn Thiên Thanh    | 2002 | 1,75 m (5′ 9″)  | Đồng Tháp          |
| 332 | Nguyễn Thị Lan Anh    | 2003 | 1,70 m (5′ 7″)  | Hanói              |
| 027 | Nguyễn Thị Liên       | 2000 | 1,70 m (5′ 7″)  | Đắk Lắk            |
| 039 | Nguyễn Thị Phượng     | 2001 | 1,74 m (5′ 9″)  | Thanh Hóa          |
| 256 | Nguyễn Thị Thúy Ngọc  | 1999 | 1,78 m (5′ 10″) | Long An            |
| 404 | Phạm Hương Anh ₩      | 2005 | 1,65 m (5′ 5″)  | Hanói              |
| 066 | Phạm Phi Phụng        | 2002 | 1,71 m (5′ 7″)  | An Giang           |
| 303 | Phạm Thị Tú Trinh     | 1999 | 1,66 m (5′ 5″)  | Bình Phước         |
| 113 | Phùng Thị Hương Giang | 2004 | 1,73 m (5′ 8″)  | Thanh Hóa          |
| 351 | Trần Hải Vy           | 1998 | 1,70 m (5′ 7″)  | Hải Phòng          |
| 015 | Trần Phương Nhi       | 2003 | 1,69 m (5′ 7″)  | Hải Dương          |
| 142 | Trần Thị Hồng Linh    | 2002 | 1,72 m (5′ 8″)  | Đà Nẵng            |
| 079 | Trần Thị Khánh Ly     | 2002 | 1,69 m (5′ 7″)  | Nam Định           |
| 055 | Trần Thị Phương Nhung | 2001 | 1,71 m (5′ 7″)  | Quảng Bình         |
| 420 | Trần Thị Thoa Thương  | 2002 | 1,73 m (5′ 8″)  | Quảng Nam          |
| 273 | Trần Thị Tú Hảo       | 2002 | 1,70 m (5′ 7″)  | Tiền Giang         |
| 164 | Võ Quỳnh Thư          | 1999 | 1,71 m (5′ 7″)  | Đắk Lắk            |
| 095 | Võ Tấn Sanh Vy        | 2003 | 1,76 m (5′ 9″)  | Thừa Thiên Huế     |

₩ - avanzó al Top 40 por el Voto Popular (preliminar)
₮ - avanzó al Top 40 por el desafío Multimedia (preliminar)

### Top 45 (ronda preliminar)
| N.º | Candidata                | Edad | Altura         | Ciudad natal       |
| --- | ------------------------ | ---- | -------------- | ------------------ |
| 182 | Huỳnh Hà Hải Yến         | 2001 | 1,68 m (5′ 6″) | Bình Dương         |
| 145 | Ngô Thị Bích Thủy        | 2002 | 1,74 m (5′ 9″) | Bình Phước         |
| 416 | Nguyễn Huy Ngọc Bảo Trân | 2002 | 1,71 m (5′ 7″) | Hải Dương          |
| 399 | Nguyễn Huỳnh Kim Oanh    | 1999 | 1,69 m (5′ 7″) | Ciudad Ho Chi Minh |
| 114 | Nguyễn Thị Nhật Linh     | 2000 | 1,68 m (5′ 6″) | Bình Định          |
| 367 | Võ Thị Thu Thảo          | 2000 | 1,70 m (5′ 7″) | Tiền Giang         |

### Top 61 (ronda preliminar)
| N.º | Candidatas           | Edad | Altura         | Ciudad natal       |
| --- | -------------------- | ---- | -------------- | ------------------ |
| 421 | Bùi Thị Phương Loan  | 2002 |                | Gia Lai            |
| 255 | Đặng Thị Phương Uyên | 2003 |                | Đắk Lắk            |
| 234 | Đông Thị Mộng Nghi   | 2000 |                | Long An            |
|     | Đỗ Thị Hằng ¥        | 2004 |                | Ninh Binh          |
| 082 | Lê Khắc Anna         | 2004 | 1,70 m (5′ 7″) | Đà Nẵng            |
| 059 | Lê Phương Ly         | 2004 |                | Thanh Hóa          |
| 306 | Nguyễn Kim Phụng     | 2002 |                | Ciudad Ho Chi Minh |
| 278 | Nguyễn Thị Kiều Oanh | 2002 |                | Long An            |
| 011 | Nguyễn Thị Sinh      | 2002 |                | Bắc Ninh           |
| 456 | Nguyễn Trà Như Nghĩa | 2001 |                | Phú Yên            |
| 284 | Nguyễn Uyên Nhi      | 2003 |                | Ciudad Ho Chi Minh |
| 116 | Phan Thị Thu Thảo    | 2002 |                | Quảng Nam          |
| 150 | Phan Thị Việt Ngọc   | 2002 |                | Hà Tĩnh            |
| 305 | Trần Ngọc Nhi        | 2004 |                | Bình Dương         |
| 268 | Trần Thị Hồng Trâm ¥ | 1999 |                | Ciudad Ho Chi Minh |

¥ - Se retiró por motivos personales.

## Jurado
El panel del jurado estuvo compuesto por:
- Phạm Thị Kim Dung - directora ejecutiva de Sen Vàng Entertainment
- Lương Thùy Linh - Miss Mundo Vietnam 2019
- Trần Tiểu Vy - Miss Vietnam 2018
- Đỗ Thị Hà - Miss Vietnam 2020
- Lê Thanh Hòa - diseñador
- Vân Trang - maestra de ceremonias, actriz